# Auxentius av Milano
Auxentius av Milano, död 374, ariansk teolog, presbyter i Alexandria 343-355 och sedermera biskop i Milano. Ambrosius berömde honom för hans färdigheter i retorik men ansåg i övrigt att han var "värre än en jude". Han är inte att förväxla med Sankt Auxentius av Mopsuestia (död 360), en tidig kristen martyr och helgon inom Östortodoxa och Romersk-katolska kyrkan eller med Sankt Auxentius av Bithynien, en eremit som frikändes från kätteri vid Konciliet i Chalkedon och även han helgon inom Östortodoxa och Romersk-katolska kyrkan.
När Constantius II avsatte de ortodoxa biskopar som gjorde motstånd installerades Auxentius, som förordats av kejsarinnan Justina, i Dionysios biskopsdöme och kom att ses som den stora motståndaren till den Nicaenska doktrinen i väst. Han blev så framträdande att han nämndes särskilt vid namn i den fördömande förordning som antogs vid det koncilium (369) som Damasus, då biskop i Rom, på initiativ av Athanasius sammankallade till försvar för den Nicaenska doktrinen.
När den ortodoxe kejsaren Valentinianus I besteg tronen lämnades Auxentius ostörd i sitt stift, men hans teologiska doktriner blev allmänt attackerade av Hilarius av Poitiers.
Den främsta källan till information om Auxentius liv är Liber contra Auxentium i benediktinutgåvan av Hilarius verk. Enligt traditionen var Auxentius skyt och kom från Kappadokien.